# Museu da Marinha Real Britânica
Fundado em Outro de 1958, o Museu exibe a história dos fuzileiros navais da Marinha Real desde o início, em 1664, até os dias atuais.
Em 28 de Outubro de 2008 – na comemoração de 50 anos do museu- o Royal Marines Museum ganhou o Prêmio de Melhor Atração do Ano na categoria de Pequenos Visitantes (Best Small Visitor Attraction Of The Year Award) do Turismo do Sudeste, reconhecendo sua excelência tanto nas exibições quanto na qualidade do serviço prestado aos visitantes. 

## Coleção
Os destaques do museu incluem o Salão de Medalhas, com mais 8000 medalhas, incluindo a Cruz Vitoria -  a mais alta condecoração militar concedida por bravura "na presença do inimigo" para os membros das forças armadas. 
Em Setembro de 2008 o museu comprou uma medalha rara por 41,000 libras (graças a uma contribuição de 28,000 libras do National Heritage Memorial Fund); uma medalha naval concedida ao Tenente Lewis Buckle Reeve que morreu após se ferir gravemente na Batalha de Trafalgar. Hoje a medalha é exibida ao lado de outros itens que pertenciam ao Tenente.

## Exibições
Dentre as exposições encontra-se “Os Bastidores do Comando dos Fuzileiros Navais” (The Making of the Royal Marines Commando), uma exibição que destaca as exigências do treinamento de 32 semanas pelo qual todos os recrutas da Marinha passam.
Em março de 2009 a Galeria Beverley foi inaugurada. Essa galeria é dedicada a exibições especiais que abrangem diversos temas para audiências variadas. A primeira exibição da galeria foi “O Retorno para Helmand: Os Fuzileiros Navais no Afeganistão” (Return to Helmand: The Royal Marines in Afghanistan) e foi apresentada pelo Major General Garry Robison. 
A segunda exibição, a qual ficou em cartaz de abril a outubro de 2010, foi intitulada “Griff – Pensador, Pintor, Falsificador, Espião?” (Griff - Thinker, Painter, Forger, Spy?)  em memória do Capitão Guy Griffiths, piloto da Marinha.
A última exibição especial foi “A Mente do Comando” que exaltava a força da mente utilizada pelos fuzileiros navais para atingir resultados extraordinários diante de dificuldades e desafios físicos e mentais com os quais se deparavam em suas missões.  

## Lendas e Folclores
O museu é conhecido por abrigar dois fantasmas. Um deles é uma jovem menina, vista caminhando pela entrada do museu. De acordo com a lenda urbana do local ela foi atropelada por uma carruagem em frente ao museu. O outro, segundo funcionários do museu, é uma lenda do século 19, conhecido como Colonel Wolf, um homem que queimou suas cartas de amor e se matou no local do museu após o termino de um romance. 

## Novo local
O museu vai mudar de Eastney para o Portsmouth Historic Dockyard. O novo museu tem data prevista para abrir em 2019.